# Petia Doubarova
Petia Stoïkova Doubarova (en bulgare : Петя Стойкова Дубарова), née le 25 avril 1962 à Bourgas et morte par suicide le 4 décembre 1979 dans la même ville, est une poétesse bulgare dont les œuvres sont devenues, après sa mort, les paroles de chansons à succès.

## Œuvre
Doubarova publie des poèmes dans des journaux et magazines. Dans les années 1980, certains de ses poèmes seront repris dans des chansons très populaires : Зимна ваканция (« Vacances d'hiver »), Пролет (« Printemps »), Доброта (« Bonté »), Лунапарк (« Luna Park »), ou encore Нощ над града (« La ville de nuit »).
Elle fait une rapide apparition dans le film Swap, de Guéorgui Dioulguérov, en 1978. Les poètes reconnus de Bourgas ne tarissent pas d'éloges envers son travail.
Elle considère être fortement influencée par les poètes Hristo Fotev et Grigor Lenkov. 
Son seul recueil de poèmes, La Mer et Moi, est publié à titre posthume en 1980. Sa correspondance personnelle et ses journaux sont publiés dans le livre La Magie Bleue.

## Suicide
En 1979, Petia Doubarova, bonne élève à la prestigieuse English Language School de Bourgas, est accusée d'avoir endommagé l'une des lignes de production d'une brasserie locale pendant un cours obligatoire de travail en entreprise. Un de ses professeurs déclare qu'elle a coûté des milliers de levs à l'usine et insinue que l'acte pourrait être volontaire. Le conseil disciplinaire hebdomadaire choisit donc de baisser temporairement sa note de comportement — très importante dans le système éducatif bulgare de l'époque pour intégrer un bon cursus universitaire.
Le 3 décembre, Petia Doubarova rédige les lignes suivantes :

« Trahie 

Jeunesse

Pardon

Rêve

Souvenirs

Derrière les murs de la grande maison

SECRET »

Le 4 décembre, elle se suicide par surdose de somnifères. Cette mort est immédiatement associée, dans l'esprit du grand public, à la décision du conseil disciplinaire. Le lendemain de son enterrement, l'école arbore un graffiti « Mamka vi! », que l'on pourrait traduire par « Fils de putes ! » Le poète local Vesselin Andreev accuse les professeurs à son tour, citant la mère de Doubarova à l'enterrement : « Ils ont tué mon enfant ».